# Ctenopteris mollicoma
Ctenopteris mollicoma là một loài thực vật có mạch trong họ Polypodiaceae. Loài này được (Nees & Blume) Kunze miêu tả khoa học đầu tiên năm 1846.